# Dream Machine
Dream Machine — це модель перетворення тексту у відео, створена Luma Labs і запущена 12 червня 2024 року. Відеовихід сервісу базується на введених користувачем підказках або нерухомих зображеннях. Dream Machine відома своєю здатністю реалістично відтворювати рух, хоча деякі критики відзначають недостатню прозорість її навчальних даних. Після виходу програми користувачі в соціальних мережах створили рухомі версії різних інтернет-мемів.

## Історія

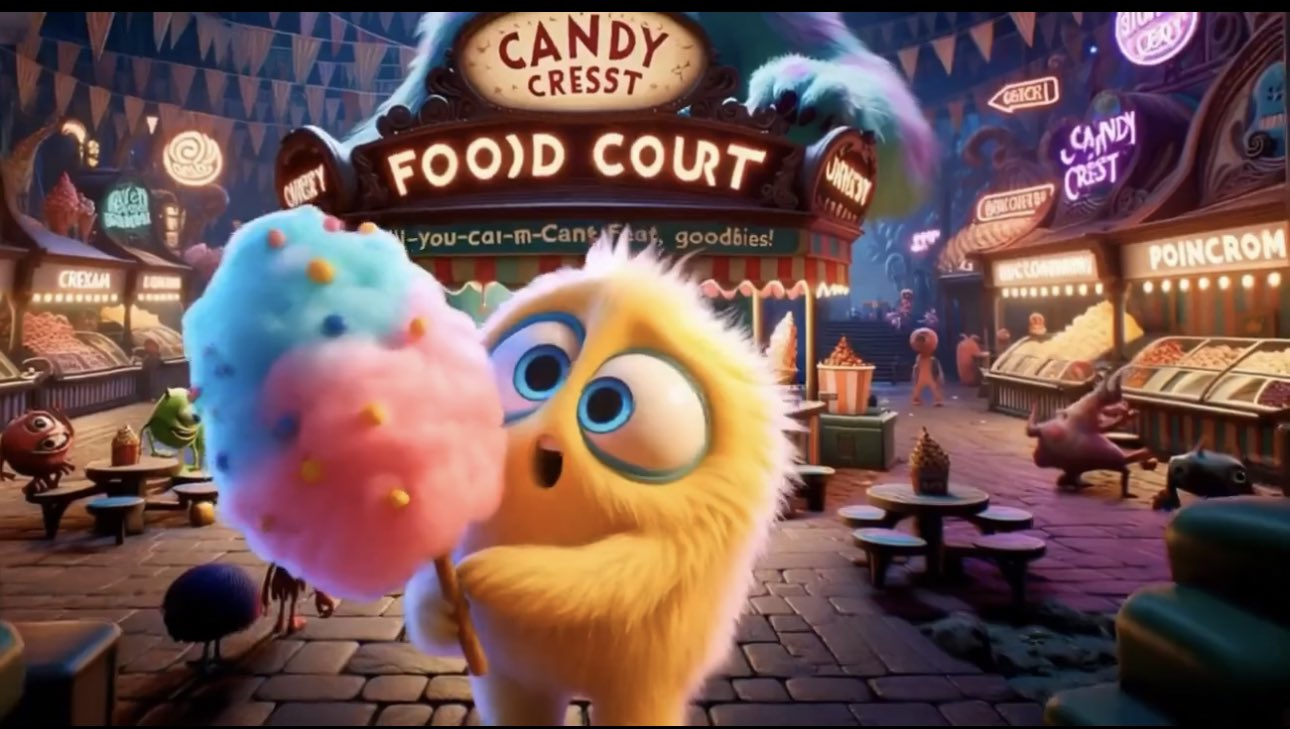
Табір монстрів, трейлер фільму, згенерований Dream Machine, показує персонажа Monsters, Inc. Майка Вазовскі на фоні однієї сцени

Dream Machine — це текстово-відео модель, створена компанією-розробником генеративного штучного інтелекту Luma Labs з Сан-Франциско, яка раніше створила генератор 3D моделі Genie. Модель була випущена для громадськості 12 червня 2024 року, про що компанія повідомила в пості в X разом із прикладами створених ним відео.. Незабаром після виходу користувачі в соціальних мережах виклали відео-версії зображень, створених за допомогою Midjourney, а також зворушливі відтворення творів мистецтва, таких як Дівчина з перловою сережкою, і мемів, таких як Доге, Picard, фейспалм, Успішна дитина та невірний хлопець.

## Можливості
Станом на червень 2024 року користувачі можуть створювати відео за допомогою Dream Machine тривалістю п'ять секунд і розміром 1360 × 752 пікселів, зареєструвавшись у своєму обліковому записі Google і ввівши підказку або використавши нерухоме зображення. Dream Machine змінює підказку на основі власної великої мовної моделі. Користувачі можуть створювати 10 відео на день і 30 відео безкоштовно за допомогою Dream Machine. Програма також пропонує плани підписки Standard, Pro і Premier, які дозволяють користувачам створювати 120, 400 і 2000 відео відповідно. На сайті Dream Machine зазначено, що у відеороликах складно зобразити текст і рух.